# Brigade Hamza ibn Abdel-Mouttaleb
La Brigade Hamza ibn Abdel-Mouttaleb est un groupe islamiste de rebelles armés apparu au cours de la guerre civile syrienne. Opérant principalement dans le gouvernorat de Damas et sa banlieue. Depuis septembre 2012, la Brigade Hamza ibn Abdel-Mouttaleb ferait partie du front islamique syrien (FIS) souvent appelé tout simplement, front de libération syrien (FLS) qui englobe plusieurs groupes armés rebelles.
La brigade porte le nom de Hamza ibn Abd al-Muttalib, oncle du prophète Mahomet tué au cours de la bataille de Uhud qui verra une victoire tactique des Quraychites polythéistes face aux musulmans de Médine.